# Юбилейненский сельсовет
Юбиле́йненский сельсове́т — сельское поселение в Зейском районе Амурской области.
Административный центр — посёлок Юбилейный.

## История
31 октября 2005 года в соответствии с Законом Амурской области № 73-ОЗ муниципальное образование наделено статусом сельского поселения.

## Население
| 2002 | 2010 | 2011 | 2012 | 2013 | 2014 | 2015 |
| ---- | ---- | ---- | ---- | ---- | ---- | ---- |
| 651  | ↘534 | ↘532 | ↘530 | ↘527 | ↘521 | ↘508 |
| 2016 | 2017 | 2018 | 2021 |      |      |      |
| ↘471 | ↘447 | ↘432 | ↘334 |      |      |      |

## Состав сельского поселения
| № | Населённый пункт | Тип населённого пункта          | Население |
| - | ---------------- | ------------------------------- | --------- |
| 1 | Юбилейный        | посёлок, административный центр | ↘334      |